# Nicolas Henri Joseph de Fassin
Nicolas Henri Joseph de Fassin (Luik, 20 april 1728 - Luik, 21 januari 1811) was een Zuid-Nederlands schilder van voornamelijk landschappen. Samen met Edmond Plumier, Jean-Baptiste Coclers, Paul-Joseph Delcloche, Léonard Defrance en Pierre-Michel de Lovinfosse behoort hij tot de belangrijkste 18e-eeuwse barokschilders in het prinsbisdom Luik. Nicolas de Fassin is tevens, samen met Léonard Defrance, grondlegger van de eerste professionele kunstopleiding in Luik (Académie des beaux-arts de Liège).

## Levensbeschrijving
Nicolas Henri Joseph de Fassin werd in 1728 in Luik geboren in een familie van patriciërs. Zijn vader was onder andere schepen en burgemeester in Luik en minister van prins-bisschop George Lodewijk van Bergen. Ook Nicolas werd voorbestemd voor de magistratuur. Vanwege zijn al op jonge leeftijd zichtbare tekentalent, stemde zijn vader erin toe hem teken- en schilderlessen te laten nemen bij de schilder Jean-Baptiste Coclers.
Op 20-jarige leeftijd vertrok hij naar Parijs, waar hij als officier dienst nam in het leger van Lodewijk XV van Frankrijk. Na een onverkwikkelijke affaire, waarin hij valselijk beschuldigd werd van verraad, nam hij in 1763, aan het einde van de Zevenjarige Oorlog, ontslag uit het leger en keerde terug naar Luik. Na de dood van zijn vader in 1766, waarbij alle bezittingen naar zijn oudste broer gingen, besloot De Fassin zich geheel op de schilderkunst toe te leggen. Hij volgde enkele jaren lessen aan de academie in Antwerpen, waar hij geïnspireerd werd door de grote Vlaamse schilders. Op zijn 40e ging hij op studiereis naar Frankrijk, Italië en Zwitserland, waar hij onder andere de landstreek Savoye en de steden Rome, Napels, Marseille en Genève bezocht. In die laatste stad kreeg hij van de verzamelaar François Tronchin de gelegenheid om ruim een jaar lang schilderijen in zijn verzameling te kopiëren, met name werken van de Hollandse Italianisanten Nicolaes Berchem en Jan Both. De Fassin kreeg zelf ook steeds meer naam als schilder van Italianiserende landschappen met dieren.
Nicolas de Fassin bewoog zich gemakkelijk in de hoogste kringen. Zo schilderde hij in Genève een landschap voor Catharina de Grote van Rusland, die hem uit dankbaarheid een gouden tabaksdoos met briljanten schonk. Hij bezocht Voltaire op zijn kasteel in het vlak bij Genève gelegen Ferney-Voltaire en deze stond hem vervolgens toe zijn portret te schilderen. Toen hij in 1770 in Luik terugkeerde had zijn reputatie hem al vooruitgesneld. In Luik raakte hij bevriend met de schilder Léonard Defrance, met wie hij de eerste Luikse kunstacademie oprichtte. De in 1772 gekozen prins-bisschop Franciscus Karel van Velbrück steunde hen hierin. Een andere goede vriend was de schrijver Pierre-Joseph Henkart. Pierre-Louis De La Rive was De Fassins meest getalenteerde leerling.
Kort daarop vestigde De Fassin zich in Spa, dat zich in die jaren sterk ontwikkelde als modieus kuuroord. Tot de kunstliefhebbers die in deze periode het werk van De Fassin kochten, behoorde Wenzel Anton von Kaunitz, minister en kanselier van keizer Jozef II. In augustus 1789 brak de Luikse Revolutie uit. In Spa vroeg de commandant van de lokale militie de 61-jarige De Fassin om de orde in het stadje te helpen bewaren. Nadat het prinsbisdom Luik in 1794 was ingelijfd bij Frankrijk, vestigde De Fassin zich opnieuw in Luik, waar hij nog enkele zeer productieve jaren beleefde, voor hij in 1811 op 82-jarige leeftijd overleed.

## Selectie van werken
- Inspannen van paarden onder een arcade, 1768
- Jonge herder die het vee drenkt, 1769
- Portret Voltaire, ca 1770, verblijfplaats onbekend
- Het middaguur, 1797, La Boverie, Luik
- De schemering, 1797, La Boverie, Luik
- De avond, 1797, La Boverie, Luik
- De ochtend, 1802, La Boverie, Luik
- Italianiserend landschap met rustende boeren nabij een klassieke ruïne
- Italianiserend landschap met dieren en kinderen nabij een ruïne
- Koffiedrinkende vrouw, collectie Van Zuylen, België

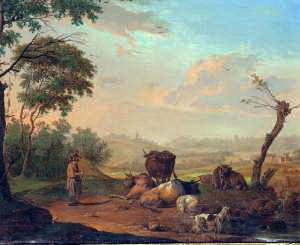
Herder die vee drenkt
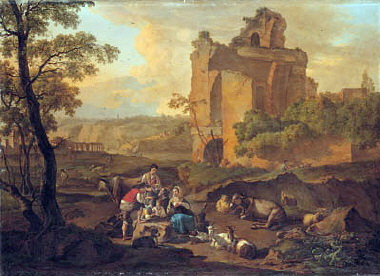
Italianiserend landschap
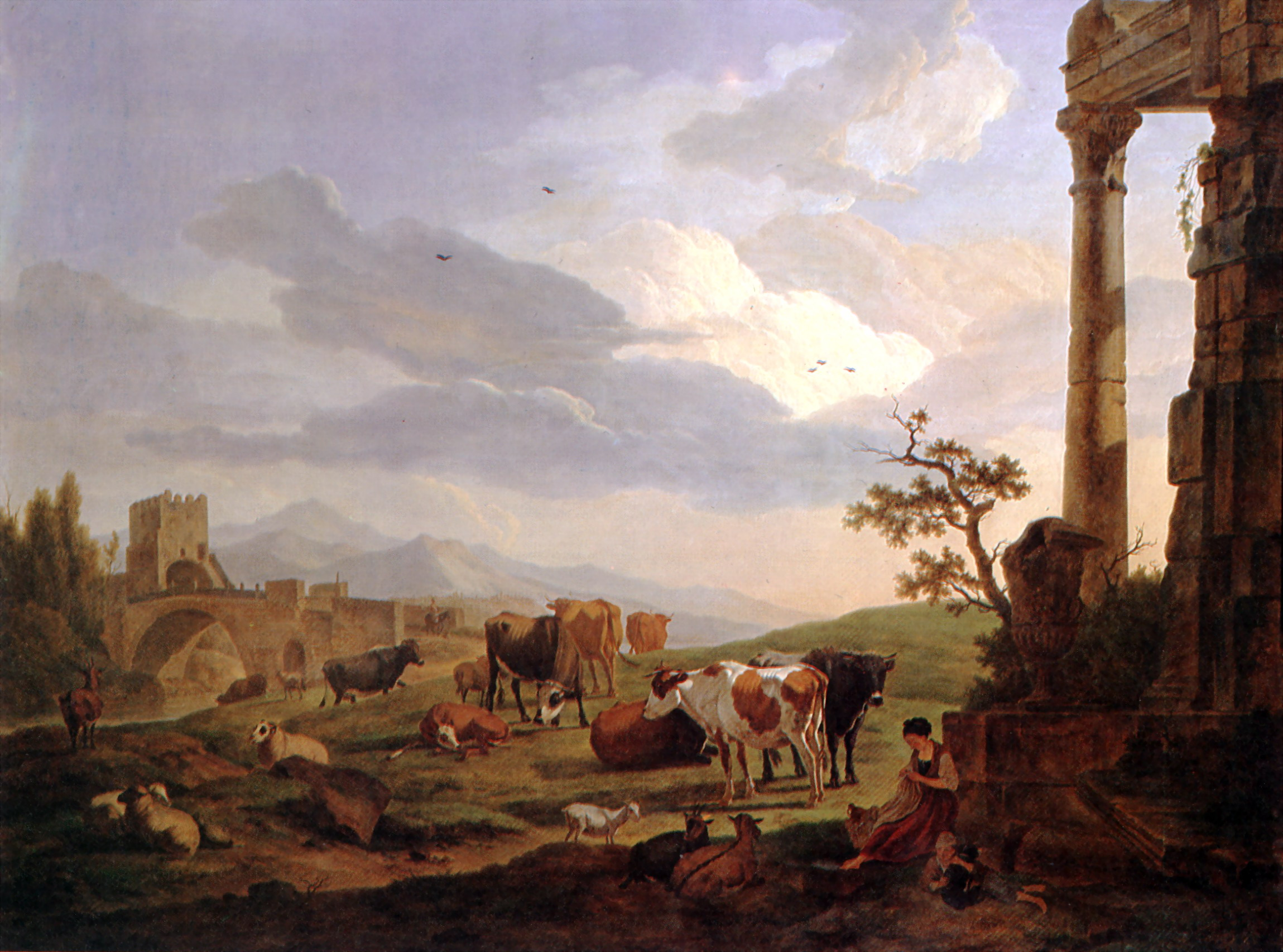
De Ochtend
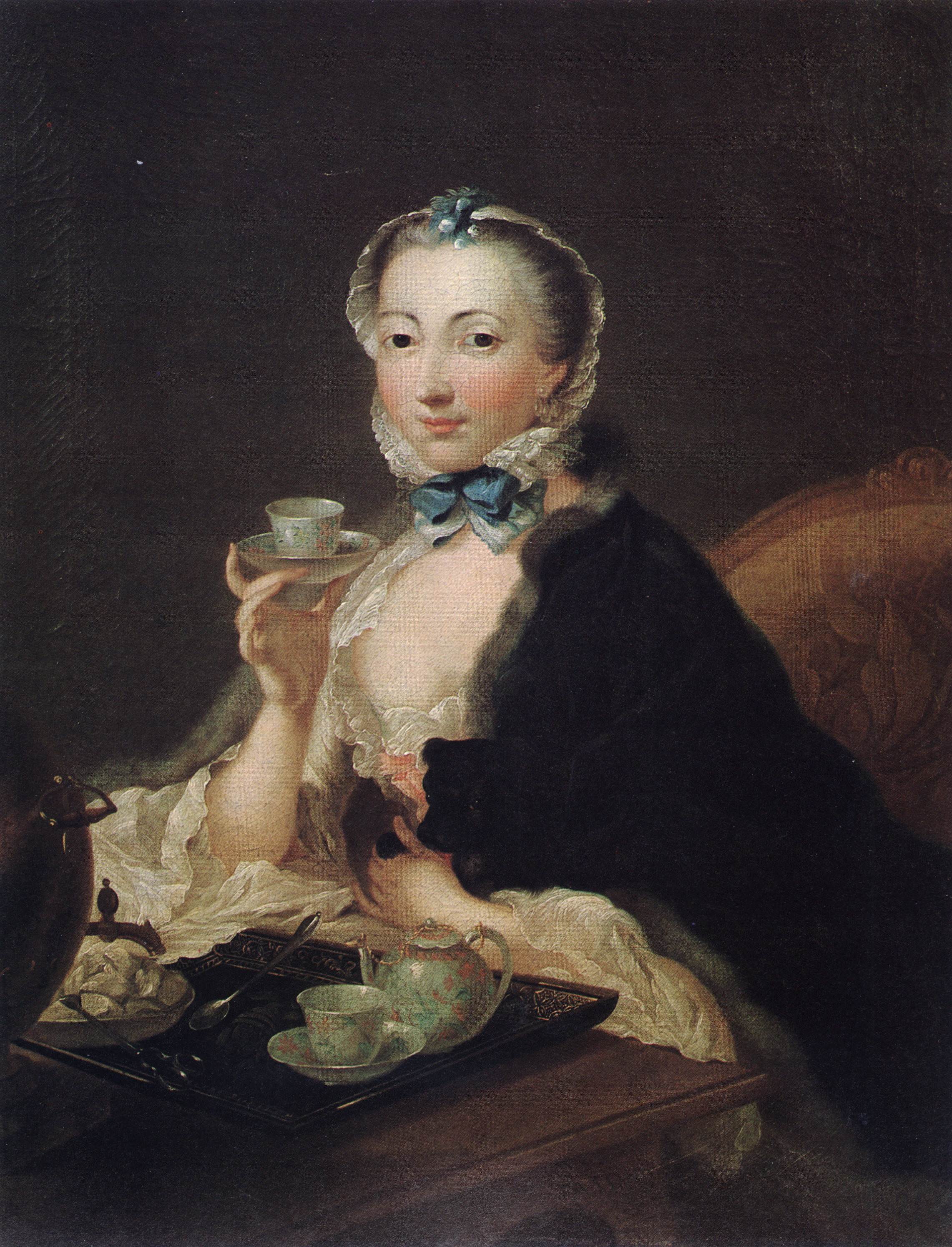
Koffiedrinkende vrouw